# Peștera candelabrului
Cuevas de Canelobre[A] este o peșteră situată în Busot, Provincia Alicante, Spania, la 23 km de orașul Alicante, la 40 km de Benidorm și la 50 km de Elche, la o altitudine de 700 de metri deasupra nivelului mării, în versantul nordic al muntelui „Cabezón de Oro”. 

## Caracteristici
În interiorul peșterii se află una cele mai înalte bolți din Spania – de aproximativ 70 m, asemănătoare bolții unei catedrale. Formele închipuite de diversele stalactite și stalagmite sunt variate:  candelabre, meduze, orgă, cactus etc.
Singura sală vizitabilă, (celelalte sunt rezervate numai pentru speologi), este un spațiu de mai mult de 80.000 m3, în care se accede printr-un tunel de aproximativ 45 m construit în timpul războiului civil. În interior impresionează primordial înălțimea bolții. 
Datorită condițiilor acustice și de mediu deosebite, peștera este folosită uneori pentru spectacole muzicale.